# 滨海科勒维尔
滨海科勒维尔（法語：Colleville-sur-Mer，法語發音：[kɔlvil syʁ mɛʁ] ⓘ）是法国卡尔瓦多斯省的一个市镇，属于巴约区。

## 地理
滨海科勒维尔（49°20'54"N, 0°50'37"W）面积6.93 平方千米，位于法国诺曼底大区卡爾瓦多斯省，该省份为法国西北部沿海省份，北濒大西洋英吉利海峡，东北与滨海塞纳省以海上边界相接，东临厄尔省，南至奧恩省，西与芒什省接壤。
与滨海科勒维尔接壤的市镇（或旧市镇、城区）包括：滨海圣洛朗、叙兰、福尔米尼拉巴塔耶、滨海欧尔。

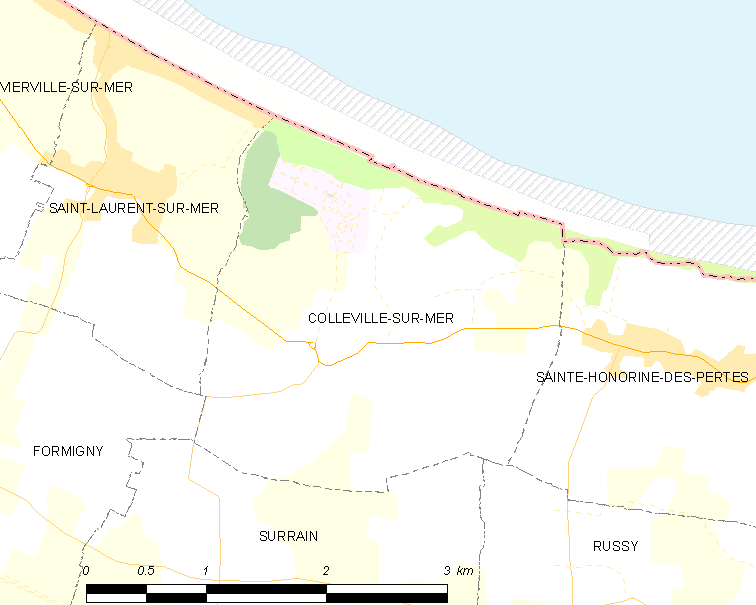
滨海科勒维尔的OSM定位图

滨海科勒维尔的时区为UTC+01:00、UTC+02:00（夏令时）。

## 行政
滨海科勒维尔的邮政编码为14710，INSEE市镇编码为14165。

## 政治
滨海科勒维尔所属的省级选区为特雷维耶尔县。

## 人口

1962-2008年间滨海科勒维尔人口变化图示

滨海科勒维尔于2022年1月1日时的人口数量为203人。